# Gubernia estońska

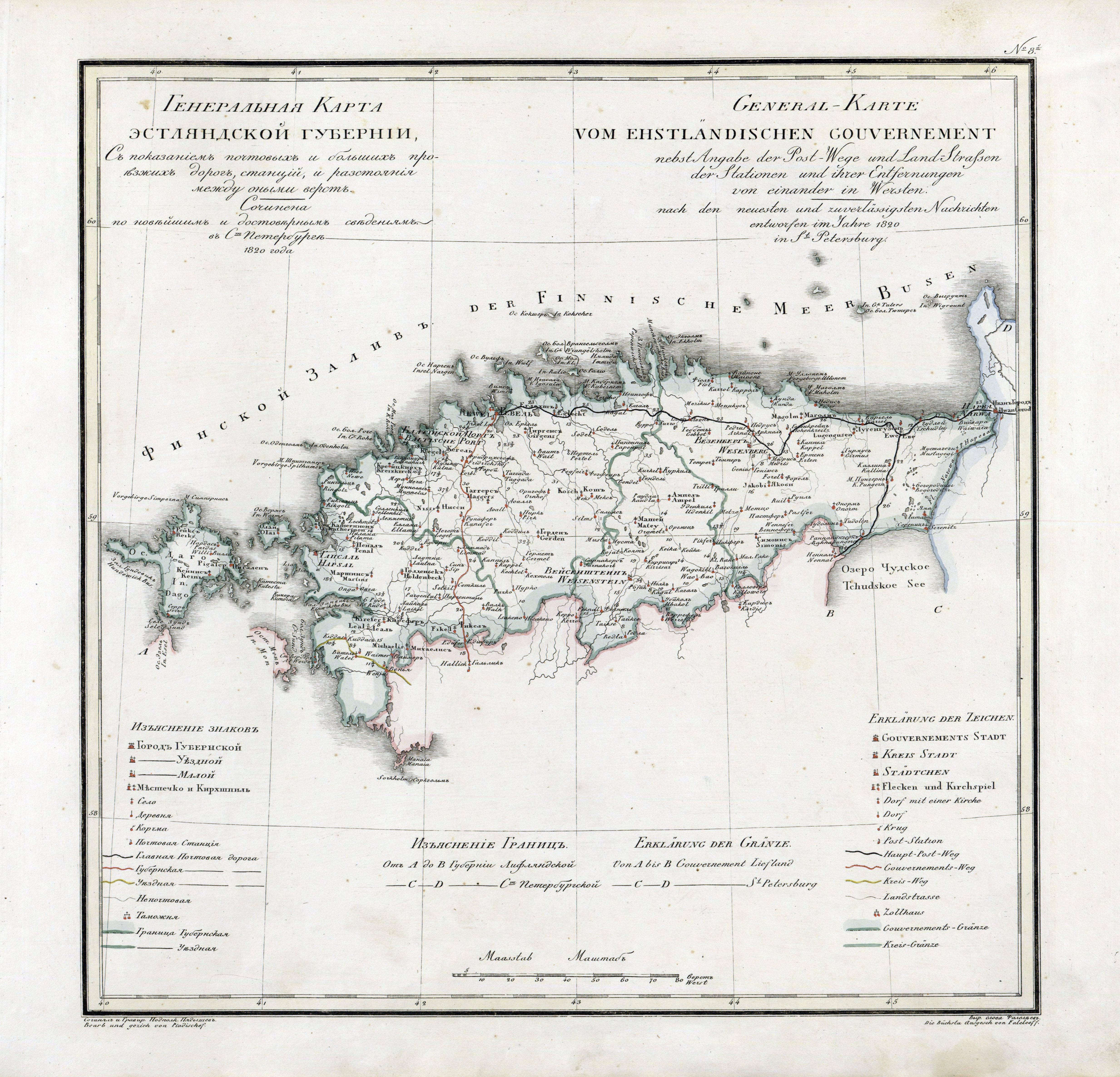
Gubernia estońska 1820

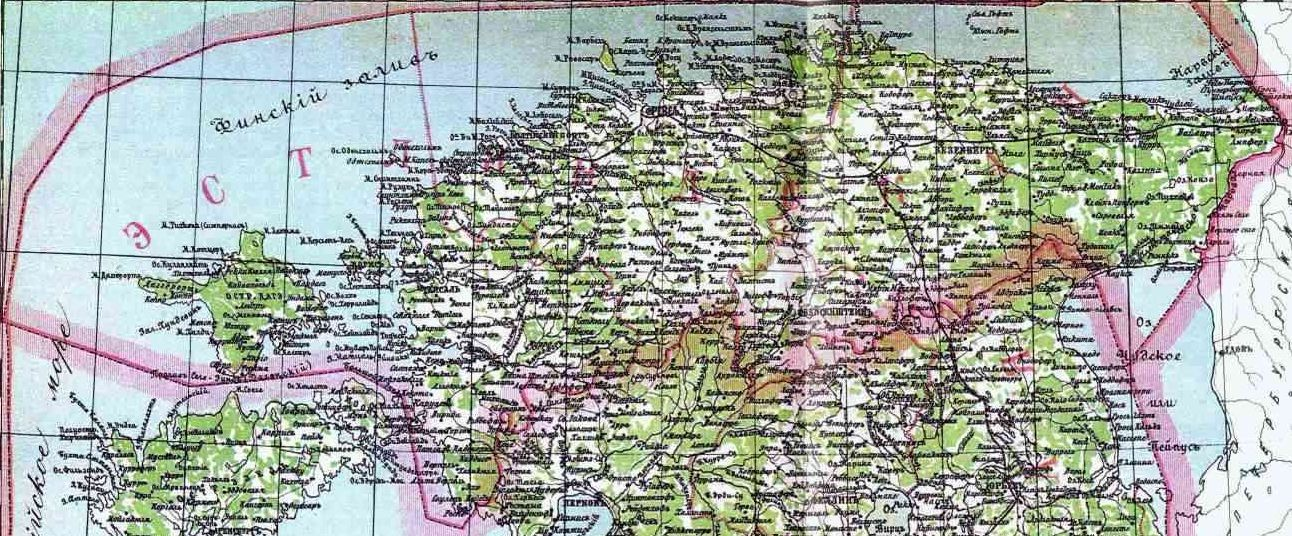
Gubernia estońska

Gubernia estońska (ros. Эстляндская губерния, est. Eestimaa kubermang, niem. Gouvernement Estland), gubernia estlandzka – jednostka administracyjna, gubernia Imperium Rosyjskiego, położona w północnej części obecnej Estonii.
Czasami spotykało się także określenie Księstwo Estonii, w carskiej tytulaturze znajdował się też tytuł księcia Estonii. Używana była również nazwa gubernia rewelska, namiestnictwo rewelskie, od Rewla, który był stolicą.
Do końcowych lat XIX wieku, mimo nastania oficjalnego panowania rosyjskiego, gubernia nie była rządzona przez Rosjan, ale przez Niemców bałtyckich reprezentowanych w Radzie Regionalnej (tzw. Landtag), od 2 poł. XIX w. gubernatorami byli Rosjanie.
Gubernia powstała po oficjalnym przejęciu, traktatem z Nystad, przez Rosję zdobycznego Księstwa Estonii w 1721.
12 kwietnia 1917 terytorium guberni zostało poszerzone na północną, zdominowaną przez Estończyków część guberni inflanckiej i przekształcone w Autonomiczną Gubernię Estońską. Rok później Estonia ogłosiła niepodległość.

## Demografia
W 1897 ludność guberni wynosiła 433 724 osoby, gubernia w początkach XX w. była podzielona na 4 ujezdy.

### Ludność w ujezdach według deklarowanego języka ojczystego 1897[2]
| Ujezd           | Estończycy | Rosjanie | Niemcy | Szwedzi |
| --------------- | ---------- | -------- | ------ | ------- |
| Gubernia ogółem | 88,7%      | 5,0%     | 3,9%   | 1,4%    |
| Wesenberski     | 90,3%      | 7,2%     | 1,9%   | …       |
| Białokamieński  | 96,8%      | …        | 2,2%   | …       |
| Hapsalski       | 92,2%      | …        | 1,2%   | 5,6%    |
| Rewelski        | 82,9%      | 6,8%     | 7,3%   | …       |

## Gubernatorzy
- 1710–1711 – Rudolph Felix Bauer (generał-gubernator)
- 1711–1719 – Aleksandr Mienszykow (generał-gubernator)
- 1719–1728 – Fiodor Apraksin (generał-gubernator)
- 1728–1736 – Friedrich Baron von Löwen
- 1736–1738 – Sebastian Ernst von Manstein
- 1738–1740 – Otton Douglas
- 1740–1743 – Woldemar von Löwendahl
- 1743–1753 – Peter August Friedrich von Holstein-Beck
- 1753–1758 – Władimir Dołgoruki
- 1758–1775 – Peter August Friedrich von Holstein-Beck – generał-gubernator
- 1775–1792 – George Browne – gubernator-generał
- 1783–1786 – Georg Friedrich von Grotenhelm
- 1786–1797 – Heinrich Johann Baron von Wrangel
- 1797–1808 – Andreas von Langell
- 1808–1809 – Peter Friedrich Georg von Oldenburg (1784-1812)
- 1809–1811 – wakat
- 1811–1816 – Paul Friedrich August von Oldenburg (1783-1853)
- 1816–1819 – Berend Baron Üxküll
- 1819–1832 – Gotthard Wilhelm Baron Budberg von Bönninghausen
- 1832–1833 – Otto Wilhelm von Essen
- 1833–1841 – Paul Friedrich von Benckendorff
- 1842–1859 – Johann Christoph Engelbrecht von Grünewaldt
- 1859–1868 – Wilhelm Otto Cornelius Alexander Ulrich
- 1868–1870 – Michaił Gałkin
- 1870–1875 – Michaił Szachowskoj-Glebow-Strieszniew
- 1875–1885 – Wiktor Poliwanow
- 1885–1894 – Siergiej Szachowskoj
- 1894–1902 – Jewstafij Skałon
- 1902–1905 – Aleksiej Bellegarde
- 1905 – Aleksiej Łopuchin
- 1905–1906 – Nikołaj von Bünting
- 1906–1907 – Piotr Baszyłow
- 1907–1915 – Izmaił Korostowiec
- 1915–1917 – Piotr Wieriowkin